# 伍佰&China Blue
伍佰 & China Blue（英語：Wubai and China Blue），臺灣搖滾樂團，由主唱伍佰（吳俊霖）與貝斯手朱劍輝（小朱）、鍵盤手紀墉（大貓）以及鼓手Dino Zavolta（Dino）共同組成；除伍佰外，其餘三人亦組成“China Blue”樂團。1992年成軍（團長為小朱）後開始演唱生涯，並走遍全台灣各地PUB，包括「息壤」、「The Gate」到「Live Ago-Go」等大型pub增進現場演唱的實力並增加人氣。“伍佰 & China Blue”自1992年成軍以來，四名團員從未更換，1990年代在台灣成功掀起搖滾樂團Live 演出及新台語歌的風潮。

## 簡介
“伍佰”是吳俊霖的藝名，他是“伍佰 & China Blue”的主唱及主音結他手，早在1992年組團前就有以藝名“伍佰”的名義推出個人單曲及專輯。伍佰的首張個人專輯是1992年的《愛上別人是快樂的事》，但首張以“伍佰 & China Blue”的名義發行的專輯是1994年推出的國語專輯《浪人情歌》。

## 成員介紹
| 藝名 | 本名                              | 英文名   | 擔任職務        | 出生日期      | 出生地 | 國籍            |
| ---- | --------------------------------- | -------- | --------------- | ------------- | ------ | --------------- |
| 伍佰 | 吳俊霖                            | Wu Bai   | 主唱 主音吉他手 | 1968年1月14日 | 臺灣   | 中華民國        |
| 大貓 | 余紀墉 （余大豪）                 | Big Cat  | 鍵盤手          | 1970年1月25日 | 臺灣   | 中華民國        |
| 小朱 | 朱劍輝                            | Xiao Zhu | 貝斯手 團長     | 1963年2月12日 | 緬甸   | 緬甸            |
| Dino | Dino Zavolta （中文名：大力打鼓） | Dino     | 鼓手            | 1962年3月6日  | 美国   | 美国 · 中華民國 |

## 音樂作品
- 請參閱Category:伍佰&China Blue音樂專輯